# RUN☆RUN☆RUN
「RUN☆RUN☆RUN」（ランランラン）は、HIGH and MIGHTY COLORメジャー3枚目のシングル。

## 解説
初回盤には「キラ☆キラ☆ ハイカラステッカー」が封入されている。
表題曲「RUN☆RUN☆RUN」は、ロッテガム『ピュアホワイトシトラス』CMソングに起用された。

## 収録曲
| 全作詞・作曲・編曲: HIGH and MIGHTY COLOR。 |                               |                       |                       |      |
| #                                           | タイトル                      | 作詞                  | 作曲・編曲            | 時間 |
| 1.                                          | 「RUN☆RUN☆RUN」               | HIGH and MIGHTY COLOR | HIGH and MIGHTY COLOR | 4:20 |
| 2.                                          | 「Hopelessness」              | HIGH and MIGHTY COLOR | HIGH and MIGHTY COLOR | 4:40 |
| 3.                                          | 「RUN☆RUN☆RUN-Instrumental-」 | HIGH and MIGHTY COLOR | HIGH and MIGHTY COLOR | 4:20 |
| 合計時間:                                   | 合計時間:                     | 13:20                 |                       |      |

### 楽曲解説
1. RUN☆RUN☆RUN
作曲（メロディ作り）はユウスケである[2]。
PVは初の屋外撮影となっている。
2. Hopelessness
元々のメロディは、カズトからであり、その後ユウスケと話し合って決めた[2]。

## 収録アルバム
- G∞VER (#1)
- 10 COLOR SINGLES (#1)